# Welcome to The Tombs
«Bienvenidos a las tumbas» —título original en inglés: «Welcome to The Tombs»— es el décimo sexto y último episodio de la tercera temporada de la serie de televisión The Walking Dead . Fue dirigido por Ernest Dickerson y el guion estuvo a cargo de Glen Mazzara. La cadena AMC lo emitió en los Estados Unidos el 31 de marzo de 2013;FOX hizo lo propio en Hispanoamérica el 1 de abril de 2013 y España el día 2 del mismo mes, respectivamente. Se transmitió en AMC en los Estados Unidos el 31 de marzo de 2013. En España, el episodio se transmitió el 1 de abril, mientras que en Latinoamérica el episodio se emitió el 2 de abril del mismo año respectivamente por FOX International.
El episodio presenta la muerte de Andrea, quien es mordida por un Milton reanimado en la cámara de tortura del Gobernador. También presenta la última aparición general de Sarah Wayne Callies como Lori Grimes, a través de alucinaciones, así como de Dallas Roberts como Milton Mamet. Las apariciones de invitados incluyen a José Pablo Cantillo, Melissa Ponzio, Emily Kinney,  Chad L. Coleman y Sonequa Martin-Green.
Los comentaristas dieron una respuesta mixta, y algunos elogiaron la atmósfera y el tema del episodio, así como el arco de la temporada, mientras que otros criticaron la falta de conclusión sobre la historia del gobernador y la muerte de Andrea. El final fue visto por 12.42 millones de espectadores después de su emisión original, que (antes del estreno de la cuarta temporada) fue el episodio más visto del programa.

## Trama
El Gobernador (David Morrissey) arrastra a Milton (Dallas Roberts) a la sala de torturas donde Andrea (Laurie Holden) todavía está esposada a una silla dental. El Gobernador golpea a Milton después de enterarse de que quemó los pozos de los caminantes y lo traicionó. El Gobernador le ofrece a Milton un cuchillo y le dice que puede volver a su favor al matar a Andrea, pero en su lugar Milton se da vuelta y trata de matarlo. El Gobernador agarra el cuchillo y apuñala a Milton varias veces, hiriéndolo fatalmente. Deja a Milton morir, esperando que reanime y mate a Andrea, y señala que "en esta vida ahora, matas o mueres. O mueres y matas". El Gobernador luego se une al ejército de hombres listos para atacar la prisión. Tyreese ( Chad L. Coleman) informa al Gobernador que él y Sasha (Sonequa Martin-Green) se quedarán atrás proteger a los ciudadanos de Woodbury, ya que solo matan a los caminantes, no a los humanos. El Gobernador después de un momento, está de acuerdo y le da a Tyreese un arma, y le da las gracias.
En la prisión, Rick (Andrew Lincoln) y su grupo empacan suministros en automóviles. Rick sigue viendo alucinaciones de Lori (Sarah Wayne Callies), haciéndole cuestionar su juicio. Michonne (Danai Gurira) encuentra a Rick y lo perdona por su decisión de tratar de entregarla al Gobernador, y su decisión de incorporarla al grupo. Rick admite que fue la elección de Carl (Chandler Riggs), creyendo que ella pertenecía aquí. En otra parte, Daryl (Norman Reedus) habla a través de su dolor de perder a su hermano Merle (Michael Rooker) con Carol (Melissa McBride), y ella le recuerda que Merle les dio una oportunidad contra el Gobernador.
Las fuerzas de Woodbury llegan a la prisión, usando sus armas pesadas para romper las paredes exteriores, y rompen las vallas con sus vehículos. La prisión, aniquilan a los caminantes restantes, a continuación encuentran todo el recinto de la prisión vacío y cuando comienzan a buscar los bloques de celdas, encuentran una Biblia dejada por Hershel abierta a un pasaje destacado Juan 5:29, "Y saldrá: los que hicieron bien, hasta la resurrección de la vida, y los que hicieron lo malo, hasta la resurrección de la condenación ". El Gobernador airadamente lanza el libro a un lado, y ordena a sus hombres que busquen "las tumbas", el laberinto de pasillos dentro de la prisión. Sin embargo, Rick y los otros han estado esperando en una emboscada, y lanzan su ataque contra los confundidos y aterrorizados hombres de Woodbury. El ejército de Woodbury se retira de la prisión, ignorando las órdenes del Gobernador. A cierta distancia de la prisión, El Gobernador alcanza al convoy y les ordena regresar a la prisión. Cuando insisten en regresar a Woodbury, El Gobernador procede a matarlos a todos, incluido  Allen (Daniel Thomas May). Solo deja vivos a sus tenientes  Martínez (José Pablo Cantillo) y Shumpert (Travis Love). aunque no sabe que Karen (Melissa Ponzio) se ha escondido bajo los cuerpos para evitar ser asesinada; El Gobernador, Martínez y Shumpert se van.
En Woodbury, Tyreese advierte a Sasha que pueden necesitar escabullirse antes del regreso del Gobernador. Milton intenta mantener su conciencia el tiempo suficiente para ayudar a Andrea a intentar escapar con algunas de las herramientas de tortura cercanas. En la prisión, Rick, Michonne y Daryl se van para perseguir al Gobernador, por temor a que pueda atacar de nuevo, mientras que los otros custodian la prisión. Los tres descubren el convoy de Woodbury y encuentran a Karen escondida en un camión, quien explica lo que sucedió. Continúan hacia Woodbury, y participan en un tiroteo con Tyreese y Sasha, hasta que Karen habla y explica lo que vio. Tyreese permite que el grupo entre, y Rick se da cuenta de que Andrea nunca regresó a la prisión. El grupo busca rápidamente en Woodbury y encuentra la sala de torturas, donde Milton había reanimado y ya había atacado a Andrea, dándole poco tiempo para vivir. Rick le asegura a Andrea que todos están a salvo en la prisión, y Andrea se alegra de que Michonne haya encontrado al grupo de Rick. Andrea insiste en que se suicide y, con un arma prestada, se dispara antes de volverse. El grupo de Rick regresa a la prisión con el cuerpo de Andrea para darle un entierro adecuado y son seguidos por un autobús escolar de los residentes restantes de Woodbury, incluyendo Tyreese y Sasha. Rick se da cuenta de que ya no tiene alucinaciones de Lori.

## Producción

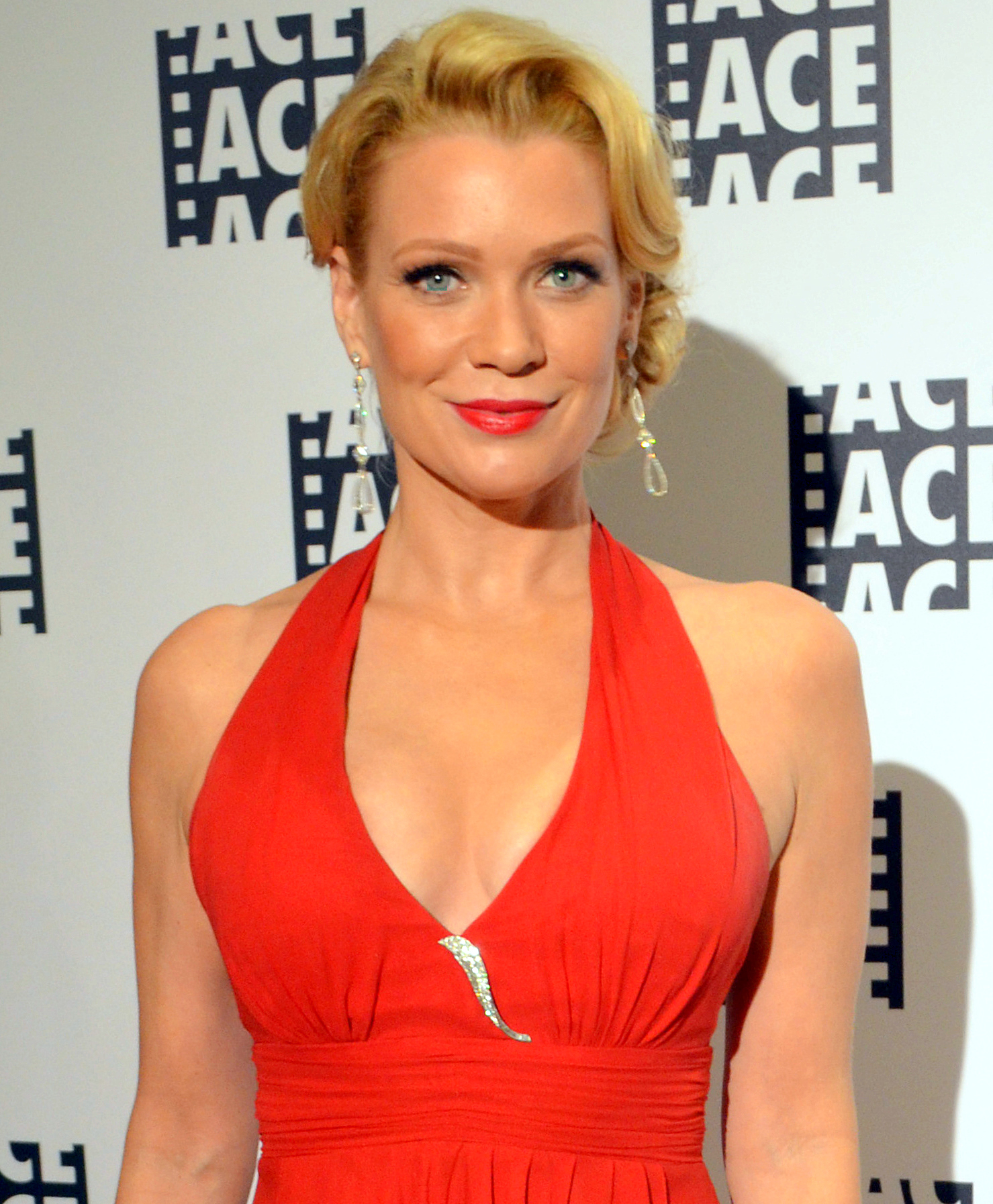
"Welcome to The Tombs" marcó la última aparición de Laurie Holden, como parte del elenco principal.

### Controversia por la muerte de Andrea
"Welcome to the Tombs" fue dirigida por Ernest Dickerson y escrita por showrunner y productor ejecutivo Glen Mazzara. Las escenas que involucran a Andrea son reescritas por Scott Gimple. Cuenta con las últimas apariciones generales y acreditados de Laurie Holden como Andrea, y Sarah Wayne Callies como Lori Grimes a través de la alucinación. El personaje de Callies fue asesinado en el cuarto episodio de la temporada, "Killer Within", aunque ella hizo apariciones esporádicas durante toda la temporada mientras seguía siendo acreditada en cada episodio debido a su papel en el arco de Rick. Aunque acreditado, Michael Rooker (Merle Dixon) es el único miembro de los diez miembros principales del reparto de la Temporada 3 que no aparecen en el episodio. 
La muerte de Andrea (Laurie Holden) aparece en el episodio, marcando una de las mayores desviaciones del material de fuente de Robert Kirkman en el que Andrea todavía desempeña un papel activo dentro de la serie. Este episodio también marca la aparición final del actor recurrente Dallas Roberts, que retrata a Milton.
En una entrevista publicada el 31 de marzo de 2013, TVLine le preguntó a Holden con cuánto tiempo de anticipación sabía sobre la muerte de Andrea, su personaje. Holden respondió: "No recibí la palabra oficial hasta unos días antes de comenzar a filmar el final. Fue una sorpresa para todos. Nunca fue parte de los documentos originales de la historia para la temporada 3. Y fue bastante inesperado."
Robert Kirkman dijo: "Los comics todavía existen y les pido a esas personas que sigan leyendo los cómics donde Andrea todavía está viva. Solo sé que el espectáculo es diferente y estamos contando historias diferentes. No significa no vamos a ver muchas de las grandes historias y grandes eventos del cómic en el programa de televisión con el tiempo, solo significa que esas cosas se verán un poco alteradas de vez en cuando. Afortunadamente será emocionante, nuevo y recién como si fuera la primera vez que lees el cómic, que es realmente el objetivo ". Kirkman también dijo: "Es algo que se debatió bastante. Hubo mucha oposición en la sala de escritores. Me moví de un lado a otro entre todo 'Realmente no deberíamos matarla' y 'esta es una buena idea'. Al final, todo se unió y decidimos buscarlo. Definitivamente fue algo que dividió la sala hasta cierto punto ".
Holden expresó sus deseos de querer continuar con la historia de Andrea, pero estaba agradecida por el resultado final: "¿Ojalá hubiéramos podido ver y explorar más del cómic de Robert-Kirkman Andrea? Sí. Absolutamente. ¿Ojalá yo ¿Tuvo más escenas con Michonne demostrando esa amistad? Sí. Absolutamente. Pero al final del día, no creo que pueda pedir una muerte mejor. Siento que su vida fue importante, y ella murió intentando, y su corazón estaba en el lugar correcto. Me siento agradecida por eso. No siempre puedes tenerlo todo ".
Glen Mazzara dijo que la decisión de matar a Andrea ocurrió de manera orgánica durante toda la temporada, y las conversaciones sobre el tema surgieron a mitad de camino. También se dirigió a que nunca planeó seguir fielmente el material fuente del cómic de todos modos, con respecto a los comentarios negativos de los lectores de cómics. Sobre el significado de la muerte de Andrea, dijo:
 Pensé que era importante que siempre mostraramos que nadie está a salvo. También es importante mostrar el efecto que estas muertes tienen en nuestros otros personajes. La muerte de Andrea, por ejemplo, sabía que Rick finalmente iba a abrir las puertas de la prisión después de una temporada en la que intentaba esconderse del mundo, encerrar a todos y mantenerlos a salvo. Se da cuenta de lo que eso significa: que nuestro grupo ahora se está aislando y será interceptado, que su propio hijo está en camino de convertirse en el nuevo Gobernador (David Morrissey), por lo que tiene que abrir las puertas y dejar que otras personas entren en él. y ser compasivo.

### Guion y Re-Shoot
Cuando salieron al aire las muertes de Milton y Andrea y los personajes que descubrieron sus cuerpos difieren significativamente de lo que originalmente se grabó. Dallas Roberts (Milton) y los otros actores de la escena tuvieron que regresar al set para filmar la escena alterada escrita por Scott Gimple. Como Robert le dijo a  Entertainment Weekly: :
"Originalmente, la escena de la paliza que comenzó el episodio no estaba allí. Originalmente, me presenté y fui conducida a la habitación donde estaba Andrea y saqué las herramientas, los instrumentos de tortura que estaban sobre la mesa, y luego él me disparó en el estómago, de forma totalmente inesperada. Y luego me dejaron desangrarme con la misma idea, básicamente vas a matarla ahora. Había mucho más de Milton tratando de abrir la puerta y él tratando de liberar. ella de las cadenas. Y luego había una sección donde iba a envolver la cadena alrededor del cuello e intentar estrangularla antes de que se volteara para no tener que lidiar con Walker Milton o Biter Milton, ya que fueron.
"Y luego, al final de eso, solo Tyreese y [Sasha] la encontraron. Rick, Daryl y Michonne no estaban allí. Así que, básicamente, era la misma idea, excepto que me viste quitándome trozos de Laurie Holden. en esa versión. Y luego nos llamaron unos meses después para volver a grabarlo e hicieron todos esos cambios. Así que ahora no estás seguro si la he tenido hasta después de que se abra la puerta, y creo que es por eso que probablemente lo hicieron eso."
En Walker Stalker Con Chicago en 2014, Greg Nicotero y Laurie Holden discutieron en profundidad la muerte de Andrea. Revelaron que había tres versiones diferentes del guion. Una versión incluía a Andrea sobreviviendo al final de la temporada y salvando a la gente de Woodbury, llevándolos de vuelta a la prisión. El otro fue el que fue escrito por Glen Mazzara y el aireado reescrito parcialmente por Scott Gimple. Holden sintió que volver a disparar a su escena original de la muerte dos meses después fue satisfactorio, porque "necesitaba estar con sus amigos" y sintió que ella murió con "gracia" en el relanzamiento en comparación con una "muerte de terror en película D" "en la ejecución original. Holden también reveló que la decisión causó que Glen Mazzara perdiera su trabajo como guionista, ya que muchos de los escritores estaban en contra del concepto. Nicotero sintió que el personaje de Andrea se "perdió en la escritura" en la tercera temporada.

## Recepción

### Respuesta crítica
El episodio recibió críticas mixtas de los críticos, principalmente debido al decepcionante asalto en la prisión. Zack Handlen, escribiendo para  The A.V. Club , calificó el episodio B + en una escala de A a F y dijo: "No fue una hora perfecta, y una vez más, hay personajes que se comportan de una manera que debería haber sido mejor establecida en el transcurso del toda la temporada, en lugar de simplemente sacarse al azar de un sombrero en la última hora. Pero todavía se mantiene unida, y hace que el arco de la temporada parezca más limpio en retrospectiva ". Ek Kain de Forbes.com consideró que, aunque el episodio tuvo "muchos buenos momentos", en general fue un final decepcionante, en parte porque "el espectáculo tomó el camino más fácil y no nos dio lo que se prometió".
Josh Jackson, escribiendo para Paste Magazine , revisó el episodio de manera más positiva con un puntaje de 9.3 / 10, comentando el tema de "humanidad cuando la civilización se ha derrumbado" y cómo esto se relaciona con varios personajes a lo largo de la historia del programa y se destacó nuevamente con los personajes de Rick, Carl y El Gobernador en este episodio.
El escritor de IGN Eric Goldman hizo una "buena" revisión, una puntuación de 7.3 / 10, alabando la trampa y la emboscada del grupo de prisioneros al comienzo del episodio, así como las preguntas interesantes que provocan las acciones de Carl. Sin embargo, sintió que la conclusión dramática del episodio sobre la muerte de Andrea era en última instancia insatisfactoria y le gustó el hecho de que El Gobernador sobreviva.

## Audiencia

### Calificaciones
La emisión original, el 31 de marzo de 2013, fue vista por aproximadamente 12.4 millones de televidentes, un aumento del episodio anterior, para convertirse en el episodio más visto de la serie, hasta que fue nuevamente superada por el episodio estreno de la cuarta temporada con 16.1 millones de espectadores.